# Adrian Peterson
Adrian Lewis Peterson (Palestine, Texas, 21 de março de 1985) é um jogador profissional aposentado de futebol americano que atuava como running back na National Football League.
Ele foi selecionado pelos Vikings na primeira rodada do Draft de 2007 da NFL sendo o 7º escolhido do ano. Jogou futebol americano universitário pelo Oklahoma Sooners.
Em 2012, Peterson se tornou o sexto jogador que mais rápido atingiu a marca de 8 000, terminando o ano com 2 097 jardas terrestres, nove a menos do recorde de Eric Dickerson. O jogador naquele ano também conquistou 2 314 jardas totais de scrimmage, empatando Marcus Allen com a oitava melhor marca. Por sua performance ele levou o prêmio de Jogador Mais Valioso da temporada. Peterson também alcançou a primeira posição na lista da NFL Network do Top 100 melhores jogadores de 2013. Durante a temporada de 2013, ele se tornou o terceiro jogador que mais rápido alcançou a marca de 10 000 jardas terrestres na carreira.
Em outubro de 2013, no auge da carreira, Peterson soube que seu filho mais novo de dois anos morreu em um hospital em Sioux Falls, Dakota do Sul. Segundo relatos, o padrasto da criança, Joseph Robert Patterson, a teria espancado, o que resultou na sua morte.
Em 11 de setembro de 2014, Peterson foi indiciado no condado de Montgomery, Texas, por um juri, acusado de negligência que levou a machucar uma criança, em 18 de maio de 2014. Ele foi acusado de espancar um dos seus filhos, um de 4 anos, com um galho de uma árvore, causando feridas e sangramentos nas costas, pernas, glúteos, genitálias e joelhos da criança. Logo após o indiciamento, os Vikings desativou Peterson pela partida seguinte. Em novembro de 2014, o jogador foi oficialmente suspenso, sem pagamento, pelo resto da temporada. Em fevereiro de 2015, sua suspensão foi indeferida e ele assim poderia voltar a jogar pela liga. Em 2 de junho ele se juntou aos Vikings novamente para a temporada de 2015. Em 2017, ele assinou com o New Orleans Saints, contudo, após um mês de temporada, foi trocado para o Arizona Cardinals. Em 2018, ele assinou com o Washington Football Team e em 2020 se tranferiu para o Detroit Lions.